# Scottish Blackface
Das Scottish Blackface ist eine urtümliche Landschafrasse aus dem Norden Großbritanniens. Es ist die verbreitetste Rasse auf den britischen Inseln (11 % aller reinrassigen Schafe im Jahr 2003).

## Gestalt und Aussehen

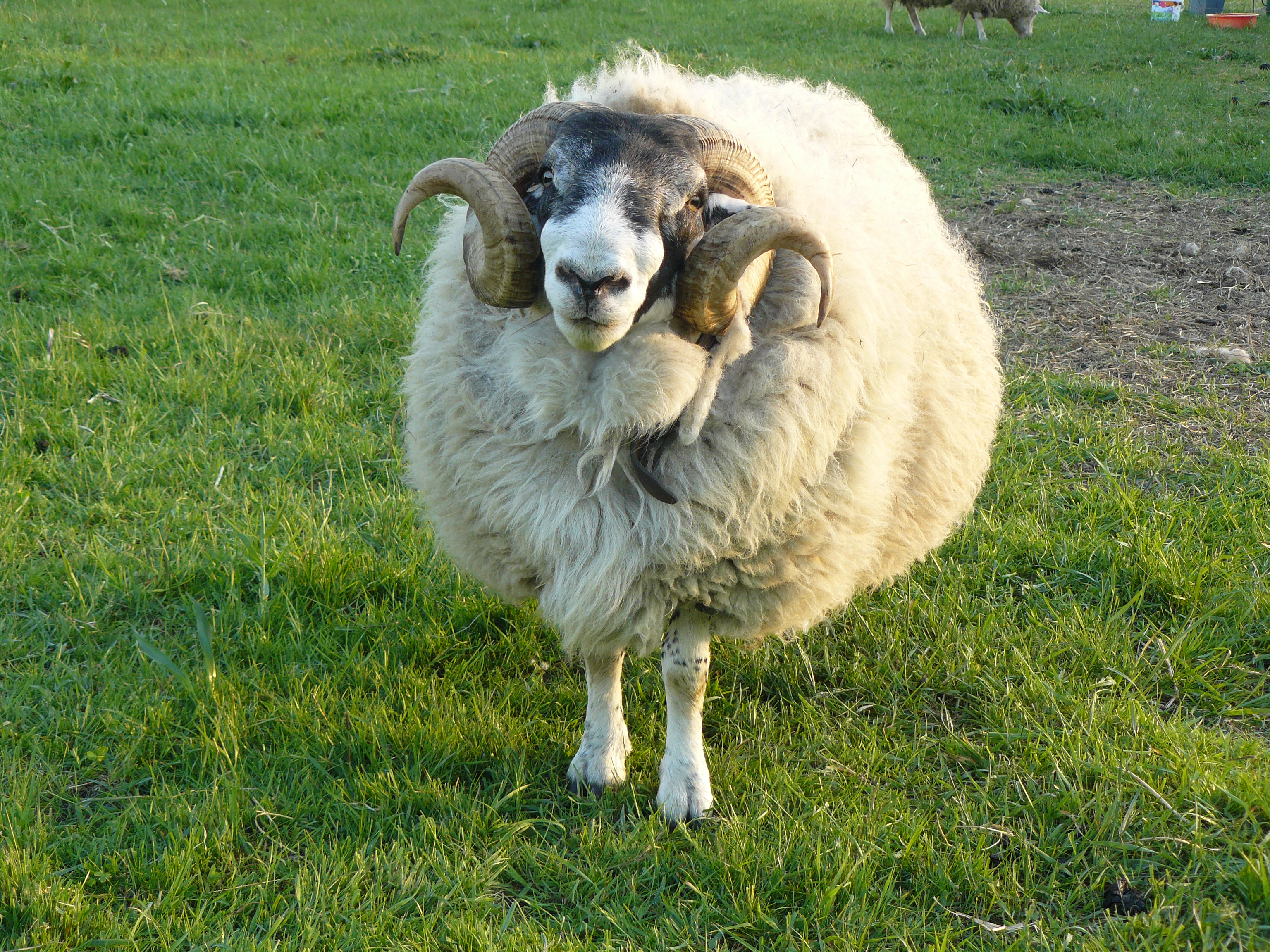
Scottish-Blackface-Zuchtbock

Das Scottish Blackface ist ein mittelgroßes Schaf mit ramsnasigem Kopf. Beide Geschlechter tragen Hörner, bei den Böcken entwickelt sich das Gehörn mit zunehmendem Alter schneckenförmig. Die Köpfe sind unbewollt und schwarz mit weißer Zeichnung. Die Beine sind eher weiß mit schwarzer Zeichnung. Die Wolle ist weiß und von mittelfeiner bis grober Qualität, wobei hier zwischen drei Unterarten unterschieden wird. Der Perth-Typ besitzt eine mittlere bis lange Wolle, der Lanark-Typ eine kürzere Wolle und der Northumberland-Typ eine sehr weiche Wolle. Ausgewachsene Böcke haben ein Gewicht zwischen 80 und 100 kg, Schafe zwischen 65 und 75 kg.

## Eigenschaften

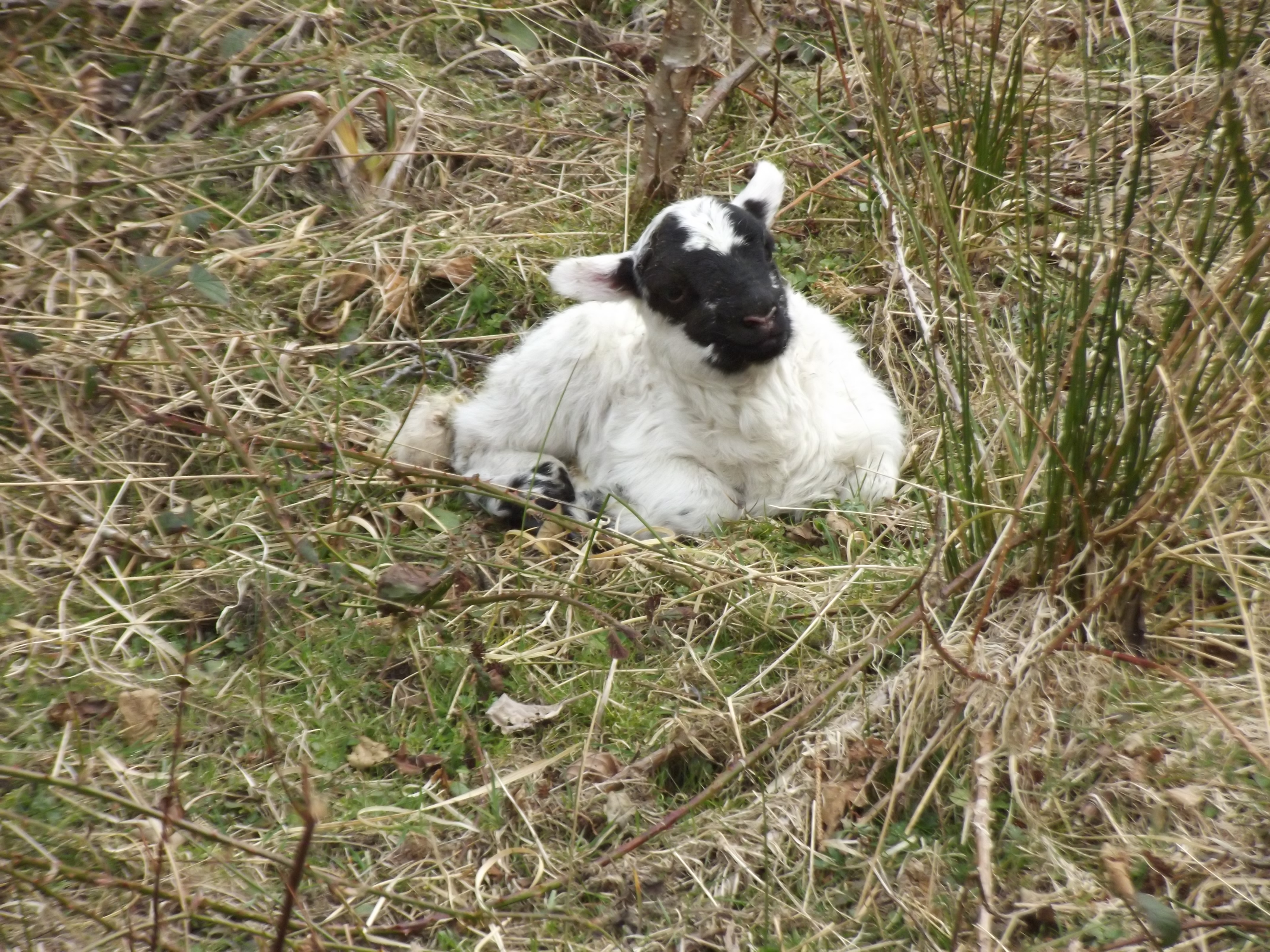
Schottisches Blackface-Lamm

Das Scottish Blackface gilt als robust und genügsam. Die Klauen sind hart, es lebt in den Hügeln Schottlands auch auf kargen, teils auch feuchten Flächen. Üblicherweise lammen die Mütter dort ohne menschliche Hilfe. Das Ergebnis dieser „natürlichen Auslese“ sind problemlose Geburten und außergewöhnlich gute Muttereigenschaften.

## Trivia
- Lämmer vom Scottish Blackface liefern Fleisch für die Kampagne „Taste the Difference“ der britischen Lebensmittelkette Sainsbury's.
- Als „Leihmutter“ für das geklonte Schaf Dolly (ein Walisisches Bergschaf) wurde wegen der guten Muttereigenschaften eine Scottish-Blackface-Aue gewählt.